# Stinská
Stinská este o arie protejată (arie specială de conservare — SAC, sit de importanță comunitară — SCI) din Slovacia întinsă pe o suprafață de 1.526,55 ha, integral pe uscat.

## Localizare
Centrul sitului Stinská este situat la coordonatele 48°59′58″N 22°29′48″E / 48.999444°N 22.496667°E.

## Înființare
Situl Stinská a fost declarat sit de importanță comunitară în aprilie 2004 pentru a proteja 16 specii de animale. Situl a fost protejat și ca arie specială de conservare în martie 2004.

## Biodiversitate
Situată în ecoregiunea alpină, aria protejată conține 7 habitate naturale: Formațiuni ierboase bogate în specii de Nardus, dezvoltate pe substraturi silicioase în zone montane (și în zone submontane, în Europa continentală), Păduri de fag Asperulo-Fagetum, Păduri de fag subalpine medio-europene cu Acer și Rumex arifolius, Pante stâncoase silicioase cu vegetație casmofită, Păduri de fag Luzulo-Fagetum, Mlaștini alcaline, Peșteri inaccesibile publicului.
La baza desemnării sitului se află mai multe specii protejate:
- amfibieni (3): izvoraș-cu-burta-galbenă (Bombina variegata), triton cu creastă (Triturus cristatus), Triturus montandoni
- mamifere (10): liliac cârn (Barbastella barbastellus), lupul (Canis lupus), râs eurasiatic (Lynx lynx), liliac cu urechi mari (Myotis bechsteinii), liliac cu urechi de șoarece (Myotis blythii), liliac de iaz (Myotis dasycneme), liliac cărămiziu (Myotis emarginatus), liliac comun (Myotis myotis), liliacul mic cu potcoavă (Rhinolophus hipposideros), urs brun (Ursus arctos)
- nevertebrate (3): Euplagia quadripunctaria, Pholidoptera transsylvanica, Rosalia alpina

Pe lângă speciile protejate, pe teritoriul sitului au mai fost identificate 17 specii de plante, 8 specii de mamifere, 3 specii de reptile.